# محمود مکی
محمود مکی (عربی: محمود محمود أحمد مكي؛ زادهٔ ۱۹۵۴ (۷۰–۷۱ سال)) یک دیپلمات و قاضی اهل مصر است.وی از ۱۲ اوت تا ۲۲ دسامبر ۲۰۱۲ معاون رئیس‌جمهور مصر بود.

## زندگی‌نامه
مکی در سال ۱۹۵۴ در اسکندریه به دنیا آمد. پس از فارغ‌التحصیلی از دانشکده پلیس در قاهره به عنوان افسر پلیس در نیروهای امنیتی مرکزی مشغول به کار شد.